# Iga Baumgart
Iga Baumgart-Witan (Bydgoszcz, 11 april 1989) is een atleet uit Polen.
Op de Olympische Zomerspelen van Londen in 2012 nam Baumgart-Witan voor Poilen deel aan de 4x400 meter estafette.
Ook op de Olympische Zomerspelen van Rio de Janeiro in 2016 werd ze met het Poolse estafette-team zesde op de 4x400 meter estafette.
Op de uitgestelde Zomerspelen van Tokio in 2021 liep ze ook weer met het Poolse estafette-team, en behaalde ze een zilveren medaille. Deze editie was er ook een gemengde estafette, waarin Baumgart-Witan de gouden medaille pakte.
Op de Europese kampioenschappen indooratletiek 2017 behaalde Baumgart met het Poolse estafette-team de gouden medaille, en ook op de
Europese kampioenschappen atletiek 2018 liep Baumgart met het Poolse estafette-team naar goud.
- World Athletics: 14293415